# Gino Watkins
Pour les articles homonymes, voir Watkins.
Henry George Watkins dit Gino Watkins (Londres, 29 janvier 1907-Groenland, 20 août 1932), est un pilote d'avion et explorateur britannique.

## Biographie
Diplômé de la Cambridge University Air Squadron (1930), il est nommé à la tête d'une expédition au Groenland (la British Arctic Air Route Expedition) avec mission d'établir une route aérienne entre l'Angleterre et le Canada par les îles Féroé, l'Islande, le Groenland, la mer de Baffin et la baie d'Hudson. Il doit aussi fonder une station de vol sur la côte est du Groenland.
L'expédition compte quatorze membres et part d'Angleterre sur le Quest, ancien navire d'Ernest Shackleton le 6 juillet 1930 avec à son bord un avion Puss Moth et des chiens. Watkins construit une base aérienne près d'Ammassalik sur les rives du fjord Sermilik et une station météo à l'altitude de 2 240 m à 225 km dans les terres. La côte est alors explorée, photographiée et cartographiée sur 450 km au nord de la base dont le fjord Kangerlussuaq. Les géomètres de l'expédition, eux, étudient 950 km de la rive sud, visitent les parages du mont Forel qu'ils essaient d'escalader et effectuent diverses randonnées dont une vers Ivittuut et une autre vers Holsteinborg.
Watkins et ses hommes hivernent dans l'inlandsis dans une tente recouverte de neige bâtie sur une charpente en bois dans laquelle on entre par un tunnel. L'hiver s'avère très rigoureux avec un froid avoisinant les - 45° qui entrave l'arrivée de la relève mensuelle. Il est finalement décidé qu'un seul homme occuperait la station de décembre à mai. Augustine Courtauld est choisi. Quatre mois de provisions lui sont laissées et ses compagnons le quittent le 6 décembre. Il sera récupéré le 5 mai.
Gino Watkins regagne l'Angleterre où la médaille d'or de la Royal Geographic Society ainsi que la médaille Hans-Egede de la Société royale de géographie du Danemark lui sont attribuées.
Il revient au Groenland en 1932 pour diriger une nouvelle expédition. Parti de Tuttilik le 20 août en kayak, il ne sera jamais revu. Son kayak, seul, sera retrouvé.

## Récompenses et distinctions
- Médaille d'or de la Royal Geographic Society (1932)
- Médaille Hans-Egede (1932)
- La Gino Watkins Memorial Fund a été organisée par la Royal Geographical Society et l'université de Cambridge pour commémorer l'expédition Watkins[3].
- Watkins Island en Antarctique a été nommée en son honneur ainsi que le chaîne de Watkins au Groenland.